# Submarino U-339
El submarino alemán U-339 fue un submarino tipo VIIC de la Kriegsmarine de la Alemania nazi durante la Segunda Guerra Mundial . El submarino se depositó el 7 de julio de 1941 en el astillero Nordseewerke en Emden como astillero número 211, se botó el 30 de junio de 1942 y se puso en servicio el 25 de agosto bajo el mando del Kapitänleutnant Georg-Wilhelm Basse.
El submarino pasó la mayor parte de su carrera como buque escuela. No hundió ni dañó ningún barco.
Fue hundido el 5 de mayo de 1945 al final de la guerra cerca de Wilhelmshaven .

## Diseño
Los submarinos alemanes Tipo VIIC fueron precedidos por los submarinos más cortos Tipo VIIB . El U-339 tenía un desplazamiento de 769 toneladas (757 toneladas largas) cuando estaba en la superficie y 871 toneladas (857 toneladas largas) mientras estaba sumergido.  Tenía una longitud total de 67,10 m (220 pies 2 pulgadas), una longitud de casco de presión de 50,50 m (165 pies 8 pulgadas), una manga de 6,20 m (20 pies 4 pulgadas), una altura de 9,60 m ( 31 pies 6 pulgadas) y un calado de 4,74 m (15 pies 7 pulgadas). El submarino estaba propulsado por dos motores diésel sobrealimentados Germaniawerft F46 de cuatro tiempos y seis cilindros . produciendo un total de 2800 a 3200 caballos de fuerza métricos (2060 a 2350 kW; 2760 a 3160 shp) para uso en superficie, dos motores eléctricos AEG GU 460/8–27 de doble acción que producen un total de 750 caballos de fuerza métricos (550 kW; 740 shp) para usar mientras está sumergido. Tenía dos ejes y dos hélices de 1,23 m (4 pies ) . El barco era capaz de operar a profundidades de hasta 230 metros (750 pies).
El submarino tenía una velocidad máxima en superficie de 17,7 nudos (32,8 km/h; 20,4 mph) y una velocidad máxima sumergida de 7,6 nudos (14,1 km/h; 8,7 mph).  Cuando estaba sumergido, el barco podía operar durante 80 millas náuticas (150 km; 92 mi) a 4 nudos (7,4 km/h; 4,6 mph); cuando salió a la superficie, podría viajar 8.500 millas náuticas (15.700 km; 9.800 mi) a 10 nudos (19 km / h; 12 mph). El U-339 estaba equipado con cinco tubos de torpedos de 53,3 cm (21 pulgadas) (cuatro instalados en la proa y uno en la popa), catorce torpedos , un cañón naval SK C / 35 de 8,8 cm (3,46 pulgadas) , 220 rondas y dos cañones antiaéreos gemelos C/30 de 2 cm (0,79 pulgadas) . El barco tenía una capacidad de entre cuarenta y cuatro y sesenta marineros.

## Historial de servicio
La vida útil del barco comenzó con su entrenamiento con la octava flotilla de submarinos del 25 de agosto de 1942. Luego fue transferida a la flotilla 11 el 1 de marzo de 1943. Y finalmente Fue reasignado a la flotilla 22 el 1 de abril. 

### Hundimiento
El barco resultó gravemente dañado por las cargas de profundidad lanzadas desde un PBY británico Catalina del Escuadrón n.º 190 de la RAF el 26 de marzo de 1943. Como resultado, pasó el resto de la guerra como buque escuela.
Fue hundido cerca de Wilhelmshaven el 5 de mayo de 1945.